# İzzet Yıldırım
İzzet Yıldırım (* 1. März 1984 in Üsküdar) ist ein türkischer ehemaliger Fußballspieler.

## Karriere
Yıldırım begann mit dem Vereinsfußball in der Jugend von Feneryolu SK und spielte anschließend in den Jugendmannschaften von diversen Mannschaften, u. a. Istanbul Büyükşehir Belediyespor. Seine Profikarriere startete er dann beim Drittligisten Balıkesirspor. Hier spielte er ein Jahr lang durchgängig und wechselte dann zu Balıkesirspor.
Nachdem er ein Jahr bei Balıkesirspor gespielt hatte, wechselte er zur Saison 2007/08 zum Drittligisten Güngören Belediyespor. Hier erreichte man zum Ende der Saison 2007/08 den Sieg der Relegation und damit den indirekten Aufstieg in die TFF 1. Lig.
Zur Saison 2009/10 wechselte Yıldırım zum Zweitligisten Adanaspor. Gleich in seiner ersten Spielzeit verpasste man hier den Aufstieg in die Süper Lig erst in der Relegationsphase. In der Spielzeit 2011/12 schaffte man es bis ins Playoff-Finale der TFF 1. Lig. Im Finale unterlag man in der Verlängerung Kasımpaşa Istanbul 2:3 und verpasste somit den Aufstieg in die Süper Lig erst in der letzten Begegnung.
Im Sommer 2014 wechselte er zum Ligarivalen Elazığspor und spielte für diesen eine Spielzeit lang. Zur Saison 2015/16 heuerte Yıldırım beim Zweitligisten Kardemir Karabükspor an. Mit diesem Verein erreichte er durch die Vizemeisterschaft den Aufstieg in die Süper Lig. Anschließend wechselte er zum Zweitligisten Şanlıurfaspor.

## Erfolge
Mit Güngören Belediyespor
- Play-off-Sieger der TFF 2. Lig und Aufstieg in die TFF 1. Lig: 2007/08

Kardemir Karabükspor
- Vizemeister der TFF 1. Lig und Aufstieg in die Süper Lig: 2015/16